# Gmach Biura Budowy Portu
Gmach Biura Budowy Portu – zabytkowy budynek w Gdyni. Mieści się w Śródmieściu przy ul. Waszyngtona 38.
Gmach powstał w 1928 roku. Mieściło się w nim Biuro Budowy Portu. Mieszkał i pracował w nim Tadeusz Wenda. W 2006 roku budynek wraz z ogrodzeniem został wpisany do rejestru zabytków.